# Glifosat
Glifosat – organiczny związek chemiczny z grupy fosfonianów. Jest aktywnym składnikiem niektórych nieselektywnych herbicydów. Hamuje działanie bardzo ważnego dla roślin enzymu syntazy EPSPS (syntaza 5-enolopirogroniano-szikimowo-3-fosforanowa), który jest kluczowym enzymem na szlaku metabolicznym kwasu szikimowego, związanego z biosyntezą aromatycznych aminokwasów (fenyloalaniny, tyrozyny i tryptofanu).
Glifosat wprowadziła na rynek firma Monsanto w 1974 roku, jako składnik herbicydu totalnego (nieselektywnego) Roundup; stosowany jest w postaci soli amonowej lub izopropyloamoniowej. W środkach ochrony roślin glifosat występuje zazwyczaj w postaci zmodyfikowanej (soli amonowej, sodowej i innych), środki ochrony roślin zawierają także substancje ułatwiające jego przenikanie przez błony komórkowe. W zestawieniu aktualnym na 24.07.2024 r. występuje 90 środków ochrony roślin zawierających glifosat; niektóre z nich to: Agrosar 360 SL, Avans Premium 360 SL, Glifocyd 360 SL, Klinik 360 SL, Kosmik 360 SL, Taifun 360 SL.

## Zastosowania
Preparaty oparte na glifosacie powodują zamieranie większości roślin, umożliwiając łatwe i tanie niszczenie chwastów, w tym wieloletnich, wcześniej bardzo trudnych do likwidacji. Stosowane są do zwalczania roślinności na torach kolejowych, likwidacji nieużytków, odchwaszczania upraw sadowniczych, desykacji zbóż i rzepaku. Glifosat uzyskał szczególne znaczenie po opracowaniu roślin uprawnych modyfikowanych genetycznie, które zawierają gen kodujący syntazę EPSPS odporną na działanie glifosatu (pochodzi ona od bakterii). Umożliwia to opryski upraw tym środkiem w celu selektywnego niszczenia chwastów.
Zwalcza niemal wszystkie chwasty; do nielicznych wyjątków należy skrzyp. Z biegiem czasu niektóre rośliny wykształciły jednak odporność na glifosat (dzięki powieleniu genów kodujących EPSPS lub zabezpieczeniu merystemu wierzchołkowego pędu). Znanych jest kilkanaście gatunków chwastów odpornych na glifosat, z czego w Polsce występują: życica wielokwiatowa, przymiotno kanadyjskie i babka lancetowata.

## Bezpieczeństwo
W 2014 roku metaanaliza ponad 1000 badań spełniających wymagane standardy przeprowadzona przez BfR wykazała, że glifosat nie wywołuje nowotworów, uszkodzeń płodu ani zaburzeń płodności. Rok później z wnioskami tymi zgodziła się EFSA
 (co skrytykowało 96 naukowców w liście otwartym), natomiast Międzynarodowa Agencja Badań nad Rakiem (MABR) zaklasyfikowała glifosat jako substancję prawdopodobnie rakotwórczą dla ludzi (grupa 2A) ze względu na względne dowody na zwiększanie ryzyka wystąpienia chłoniaka nieziarniczego. Zgodnie z metodologią MABR, aby dana substancja została uznana za „prawdopodobnie rakotwórczą”, wystarczy, że część badań na to wskazuje, nawet jeśli inne temu przeczą. Na tej podstawie Kalifornia zaklasyfikowała glifosat jako rakotwórczy, co Monsanto (producent tego herbicydu) zaskarżyło do sądu. BfR skrytykowało MABR za przeanalizowanie tylko części prac naukowych, a wielu innych naukowców i organizacji wytknęło MABR błędy. 
W 2016 roku na obradach FAO i WHO zaakceptowano wyniki badań na wielu organizmach zwierzęcych, wskazujące, że glifosat po podaniu doustnym nie powodował efektów genotoksycznych w dawkach do 2 g/kg masy ciała. Modele te uznano za właściwe do szacowania ryzyka genotoksyczności dla ludzi. Jako maksymalne dopuszczalne dzienne spożycie glifosatu i jego metabolitów ustalono dawkę 1 mg/kg m.c., a z powodu niskiej toksyczności glifosatu uznano, że nie ma potrzeby ustalania maksymalnej dopuszczalnej dawki jednorazowej (ARfD, z ang. acute reference dose). Analiza ta spotkała się z zarzutem „zbieżności interesów”, jako że przewodniczący obrad prowadzi instytut, który otrzymał dotację od Monsanto. W tym samym roku EPA stwierdziła, że glifosat nie jest kancerogenny. 
W 2017 roku Europejska Agencja Chemikaliów podtrzymała, że glifosat silnie uszkadza oczy i jest niebezpieczny dla organizmów wodnych. Jednocześnie skonkludowała, że obecne badania nie pozwalają sklasyfikować glifosatu jako kancerogen, mutagen czy związek chemiczny zagrażający reprodukcji.

## Degradacja

Degradacja glifosatu

Glifosat jest odporny chemicznie, ale degradują go enzymy wytwarzane przez drobnoustroje glebowe. Produktami degradacji są sarkozyna, kwas aminometylofosfonowy (AMPA), amoniak, etanol, woda i fosforany. AMPA może ulegać w glebie wolniejszej degradacji niż glifosat. Czas połowicznego zaniku (DT50) w glebie w obecności tlenu wynosi 12 dni.